# Swetoniusz Paulinus
Swetoniusz Paulinus (Gaius Suetonius Paulinus; żył w I wieku) – rzymski wojskowy za czasów Klaudiusza i Nerona, namiestnik Brytanii.

## Kariera
W 41 roku prowadził kampanię przeciwko Berberom w Mauretanii. W 42 roku obrany konsulem. Będąc namiestnikiem Brytanii w latach 59-61, powiększył jej obszar do wybrzeży Morza Irlandzkiego. Próbował zdobyć wyspę Mona, gdzie mieściło się centrum druidyzmu, lecz w dalszej likwidacji inteligenckiej kasty druidów przeszkodził mu wybuch rebelii pod wodzą wielkiej celtyckiej królowej Boudiki. Mimo serii klęsk, Swetoniusz zdławił powstanie dzięki jednej bitwie rozegranej w okolicy dzisiejszego Fenny Stratford. Wkrótce po tym został odwołany przez cesarza Nerona, który obawiał się wybuchu nowego powstania spowodowanego surowością Swetoniusza w rozprawie z rebeliantami. W 69 roku Swetoniusz poparł Otona w jego walce o cesarski tron. Brał jeszcze udział w przegranej bitwie pod Bedriacum. Zmarł wkrótce po ułaskawieniu przez Witeliusza.